# شهرستان تودژینسکی
شهرستان تودژینسکی (به لاتین: Todzhinsky District) یک شهرستان در روسیه است که در تووا واقع شده‌است.